# チャールズ・エドウイン・ベッシー

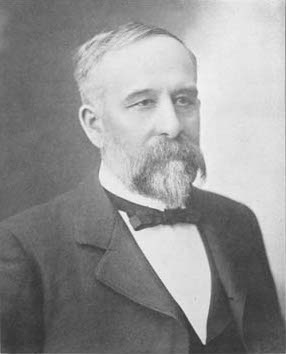
チャールズ・エドウイン・ベッシー

チャールズ・エドウイン・ベッシー（Charles Edwin Bessey、 1845年5月21日 - 1915年2月25日）はアメリカ合衆国の植物学者である。植物分類に進化の考え方を導入することを主張し、系統分類学のさきがけとなった。

## 略歴
オハイオ州のウェイン郡のミルトン・タウンシップで生まれた。1869年にミシガン農業大学を卒業した後、ハーバード大学でエイサ・グレイのもとでも学んだ。1870年からアイオワ農業大学の助手、研究員を務め、1884年から、ネブラスカ大学で植物学教授を務め、1909年に学部長を務めた。
植物分類に進化の考え方を導入することを主張し、1915年に顕花植物の分類に、進化論に基づく分類体系（ベッシー分類体系:Bessey system）を発表したことで知られる。系統分類学の基礎となったと評価される。また大規模な人工林の植林実験を行い、ネブラスカ国有林の基礎を作った。
1911年にアメリカ科学振興協会の会長に選ばれた。2009年にネブラスカ名誉殿堂（Nebraska Hall of Fame）に選ばれた。
息子のアーネスト・ベッシー（Ernst Athearn Bessey:1877-1957）はミシガン州立大学の植物学の教授となった。

## 著作
- The Geography of Iowa, Cincinnati, 1878
- Botany for High Schools and Colleges, New York, 1880
- The Essentials of Botany, 1884
- Evolution and Classification, 1893
- Phylogeny and Taxonomy of the Angiosperms, Botanical Gazette, Band 34, 1897, S. 145–178.
- Elementary Botany, 1904
- Plant Migration Studies, 1905
- Synopsis of Plant Phyla, 1907
- Outlines of Plant Phyla, 1909
- 共著: New Elementary Agriculture, 9. Auflage 1911
- The phylogenetic taxonomy of flowering plants, Annals of the Missouri Botanical Garden, Band 2, 1915, S. 109–164.